# 苏联历史

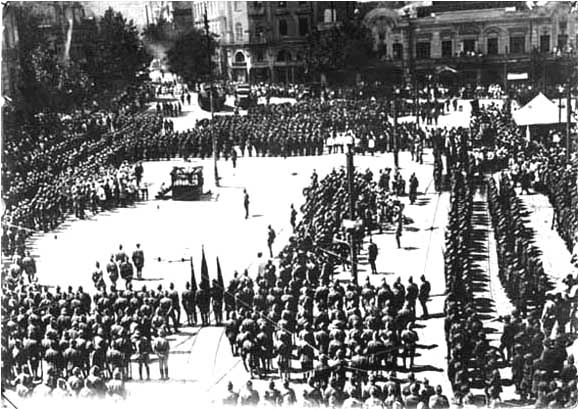
蘇聯紅軍在1921年二月21日集合時拍的照片

本条目叙述从1917年十月革命至1991年苏联解体的苏联历史。

## 列宁时期
1917年11月7日，十月革命爆发，一月剧变之后布尔什维克党人在俄罗斯取得了政权。随即与德国签订《布列斯特和约》，并退出了第一次世界大战。
在随后的几年里，由托洛茨基指挥的红军通过内战击败了白军和众多西方国家的武装干涉。
1922年12月30日，俄罗斯联邦、乌克兰、白俄罗斯和外高加索联邦共同签订《苏联成立条约》，组成了苏维埃社会主义共和国联盟，苏联正式成立。

## 斯大林时期
1924年，苏联的创始人列宁逝世，之后约瑟夫·斯大林贏得權力鬥爭而成為苏共中央总书记。他在任內強制推行农业集体化政策，導致糧食產量暴跌以及1932年蘇聯大饑荒，尤其是在烏克蘭和北高加索地區。因為政策的失敗，斯大林通过残酷的手段打击政治反對者來巩固个人領導地位，自1936年開始以肃反的方式对党、国家和军队的领导人展开了大清洗，使得近百萬人被草率處決或者直接消失。其在任期间，数以百万计的人被送进了古拉格進行所謂的勞動改造。
1939年4月中旬，英、法、苏三国在莫斯科举行军事、政治谈判。谈判中，苏联向英法提出了一些建议：
1. 缔结英、法、苏之间有效期5～10年，包括军事援助在内的反侵略互助条约
2. 三国保障中欧和东欧国家的安全
3. 缔结三国间相互援助的方式和规模的具体协议。然而，谈判毫无结果。

1939年冬，苏联企圖吞併芬兰失敗，但仍迫使芬兰割让部分领土，史称苏芬战争。芬兰為了免於蘇聯的滅國威脅，在二戰中加入了轴心国集团。
1939年8月3日，德国外长里宾特洛甫向苏提出希望改善彼此关系。此时，苏联为将祸水西引，因此于8月23日和纳粹德国秘密签订了《苏德互不侵犯条约》。第二次世界大战爆发后，按照该条约划分的势力范围，苏联出兵瓜分波兰领土，占领东欧大量地区，制造卡廷惨案，屠杀波兰民族精英。爱沙尼亚、拉脱维亚、立陶宛被强行并入苏联，三国的民族精英被屠杀，数以十万计的民众被强制迁往西伯利亚集中营。
苏联签定《苏德互不侵犯条约》只是一个缓兵之计，反对社会主义的阿道夫·希特勒迟早会撕毁和约。因此，苏联开始将大批物资、设备从欧洲部分运往大后方，为之后的苏德战争创造了有利条件。但是，斯大林有一点还是失算了，他始终认为德国攻下英国之前不会对苏联发动袭击。
1941年6月22日凌晨，德国以370多万兵力、5100架飞机、3800辆坦克和大量大炮，向苏联发动了突然进攻。由于战争准备不足，苏联红军遭受重大军事损失。之后，苏德战场成为欧洲大陆的主战场，直到1944年6月6日盟军发起诺曼底战役。
1945年，包括苏联红军的盟军攻占了德国全境，欧洲战事结束。
1945年8月8日，苏联红军对日宣战，并于8月9日发动八月风暴行动出兵中国东北地区和朝鲜半岛北部，全歼日本关东军。
1949年，以美国为首的12国在华盛顿签订了北大西洋公约，宣布成立北大西洋公约组织（简称北约）。苏联针锋相对地于1955年和他的社会主义盟国签订了华沙公约，成立华沙公约组织，同北约相抗衡，冷战时期开始。

## 赫鲁晓夫时期
1953年，斯大林逝世。苏联共产党高层领导人之间进行了几年的政治斗争，最后赫鲁晓夫鬥垮馬林科夫成为了最高领导人，出任苏共中央第一书记。此后，赫鲁晓夫结束了警察恐怖，释放了数百万政治犯，为近2000万人恢复了名誉。
赫鲁晓夫为了巩固自己的地位，和中国共产党进行了一系列接触。1954年9月赫鲁晓夫率领庞大的代表团参加中国国庆5周年庆祝活动，达成一系列协定，中苏关系全面改善，结束了此前两国长期的敌视关系。1954年10月3日，赫鲁晓夫和毛泽东在中南海颐年堂正式会谈，赫鲁晓夫最终对毛泽东想拥有核武器这一要求妥协，答应派专家协助中国建立一座小型核反應爐。此后，中苏关系进入黄金时期。
1956年2月25日，赫鲁晓夫在苏共第二十次代表大会的最后一天做了《关于个人崇拜及其后果》的秘密报告，全面批判了对斯大林个人崇拜，并对斯大林进行了全盘否定。但因此一度引发政治动荡，同年10月，先后发生了波兰十月事件和匈牙利革命。
1956年10月30日，苏联政府发表了《关于发展和进一步加强苏联同其他社会主义国家的友谊和合作的基础的宣言》，承认存在大国沙文主义，并表示今后将采取措施予以改正。12月31日，赫鲁晓夫新年宴会重新评估了斯大林。
1958年，对于在中国建造长波电台、建立军港的问题上，以及在意识形态的问题上中苏发生严重分歧，中苏关系开始恶化。
1960年，苏联从中国撤走了所有的科技人员和专家，开始了苏共与中共一系列纷争。中国宣称苏联还向中共追讨朝鲜战争时期所提供的武器的款项。
1961年4月12日，苏联“东方-1”号升空，尤里·加加林进行了人类首次太空飞行。
1962年10月，爆发古巴导弹危机。引发了美苏两国在冷战时期一次最严重的军事危机。

## 勃列日涅夫时期
1964年，赫鲁晓夫下台，布里茲涅夫获得政权，出任苏共中央第一书记（后为总书记），苏联进入勃列日涅夫时期。此间，原本有机会改善中苏关系，但最终还是不了了之。特别是珍宝岛事件和铁列克提事件等边境冲突，更是令中苏关系雪上加霜。
1968年，苏联入侵捷克斯洛伐克。武装干涉被称为“布拉格之春”的民主改革；1979年，苏联入侵阿富汗。这两次行动都遭到了国际社会的一致谴责。
在布里茲涅夫时代，苏联对外推行扩张政策，除了东欧集团和蒙古之外，又把越南、南也门、古巴、安哥拉、埃塞俄比亚等国纳入苏联阵营，或在这些国家建立军事基地。布里茲涅夫提出了“有限主权论”，认为社会主义国家的主权是有限的，他提出这个理论实际上是为了剥夺其他社会主义国家的主权，将别国变成苏联的附庸国。布里茲涅夫时代的苏联，还与美国开展了大规模的军备竞赛，耗散了国力，加剧了苏联国民经济遇到的困难。
1980年莫斯科奥运会被视为苏联向世界展示社会主义的橱窗，但是由于入侵阿富汗，却变成了有史以来抵制国家最多的一次奥运会。

## 戈尔巴乔夫时期
1985年，苏共改革派人物戈尔巴乔夫接掌政权，接任苏共中央总书记。他改变了许多以往观念。戈尔巴乔夫试图改进政治和经济方面的治国方法，在国内实行改革和开放性政策，对历史错误进行清算。他试图在苏联建设“民主的、人道的社会主义”。但另一方面，他的改革带来了意想不到的后果。随着中央权力的下放，各加盟共和国的领导人开始寻求更大的自主权力。随着“公开化”的日益深入，苏共的历史问题和历史罪行得到揭露的同时，导致其失去民心。尤其是在1989年，共产主义在政治和经济方面积累的错误发生了总爆发，共产党及其政治目标在东欧国家日益不得人心，东欧国家的共产党政权纷纷倒台。苏联加盟共和国政府也纷纷效法东欧诸国，意图脱离苏联而独立。
1991年8月19日，苏共中的保守派发动了一场不成功的政变，试图收回下放给加盟共和国的权力，同时终止不成功的经济改革。但是在人民、大多数苏共党员的反对及部分军队的倒戈下，政变仅仅维持3天便宣告失败。8月24日，苏联第二大加盟共和国乌克兰宣布独立。联盟开始走向解体。俄罗斯总统叶利钦下令宣布苏共为非法组织，并限制其在苏联境内的活动。在1991年年底，他同白俄罗斯最高苏维埃主席及乌克兰总统克拉夫丘克在白俄罗斯的首府明斯克签署《别洛韦日协议》，成立独立国家联合体，从建立一个类似英联邦的架构来取代苏联。苏联其他加盟国纷纷响应，离开苏联，苏联在此时已经名存实亡。1991年12月25日，戈尔巴乔夫宣布辞职，将国家权力移交给叶利钦。苏联作为一个主权国家正式停止存在而灭亡。
有关苏联解体的详细历史，请参看：苏联解体条目
在原苏联境内，现在分布有15个独立的国家，这些国家是：俄罗斯、乌克兰、白俄罗斯、哈萨克斯坦、乌兹别克斯坦、吉尔吉斯斯坦、土库曼斯坦、塔吉克斯坦、阿塞拜疆、格鲁吉亚、亚美尼亚、立陶宛、爱沙尼亚、拉脱维亚和摩尔多瓦。其中12个国家（立陶宛、爱沙尼亚和拉脱维亚除外）组成了“独立国家联合体”，即独联体。